# 아이네트
아이네트는 아이네트기술이 1994년 11월 개시한 상용인터넷서비스이다. 기업 대상의 전용선 임대서비스와 PC통신 나우콤 가입자들을 대상으로 한 개인 인터넷 서비스로 시작되었다. 초기 PC통신 환경에서 인터넷을 사용하던 나우콤 사용자들의 불편을 해결하기 위해 웹 브라우저를 이용해 인터넷에 접속할 수 있는 별도의 서비스를 제공하였다. 이는 일반 전화선을 이용하는 일반 사용자들이 웹 브라우저를 사용해 멀티미디어 컨텐츠에 접속할 수 있게 한 국내 최초의 서비스였다.

## 같이 보기
- 코넷 (서비스)
- 보라넷
- 하나망